# Portovenere (singolo)
Portovenere è un singolo del gruppo musicale italiano Canova pubblicato il 6 luglio 2016.

## Tracce
1. Portovenere – 3:22